# Lovely Magic
「Lovely Magic」（ラブリー マジック）は、田村ゆかりの4作目のシングル。2003年5月21日、KONAMIより発売（販売元はキングレコード）。

## 解説
『A&Gメディアステーション こむちゃっとカウントダウン』の「こむチャート」で、自身初の1位獲得をした楽曲。
また、この作品以降にリリースした『いたずら黒うさぎ』のテーマソングは同チャートで1位を獲得している（2010年8月現在）。

## 収録曲
1. Lovely Magic [4:35]
作詞・作曲：渡邉美佳、編曲：渡邉美佳・久保幹一郎
  - 文化放送系ラジオ「田村ゆかりのいたずら黒うさぎ」オープニングテーマ（2003年4月 - 9月）
2. 恋歌姫 [4:54]
作詞・作曲・編曲：太田雅友
  - 文化放送系ラジオ「田村ゆかりのいたずら黒うさぎ」エンディングテーマ（2003年4月 - 9月）
3. Prince On A Star 〜Princess Whispers〜 [4:48]
作詞：さな、作曲：竹安弘、編曲：多田光裕
  - 音楽ゲーム『beatmania IIDX』収録曲のカバー。